# Juneau (Alaska)
Juneau er hovedstaden i den amerikanske delstat Alaska. Byen kan kun nås med skib eller fly, da ingen veje fører til Juneau. Juneau har et areal på 8.428 km2
og et indbyggertal på 32.255(2020) indbyggere.

## Ekstern henvisning
- Wikimedia Commons har flere filer relateret til Juneau (Alaska)
- Juneaus hjemmeside (engelsk)